# Филмологија
Филмологија је најшире гледано наука о филму. По Жилбер Коен-Сеату (Gilbert Cohen-Séat), оснивачу ове науке(како је то записао у делу: Огледи о начелима једне филозофије филма, 1946), то је синтетичка и спекулативна дисциплина која приступа филму са стајалишта хуманистичких и природних наука, нарочито филозофије, социологије, психологије, психоанализе, теорије информација, комуникологије, семиологије, физиологије, биологије итд. Према Коен-Сеату, филмологија је проучавање односа између кинематографске и филмске чињенице при чему је:
- кинематографска чиењница – остављање на увид људским групацијама једног фонда докумената, осећаја, идеја, осећања и материјала које живот нуди, а филм их на свој начин уобличава, а
- филмска чињеница – изражавање живота, постојања света или духа, маште или бића и ствари одређеним системом повезивања слика – визуелних: природних или вештачких, и аудитивних: звукова или речи.[1]

У окриљу филмологије се развила и семиологија филма.

## Институционализовање филмологије
Крајем 1950-их година на Сорбони је основан Институт за филмологију (у оквиру Института уметности) - Часопис Института је био: Revue Internationale de Filmologie, основан 1947. године, а премештен је у Милано под називом Icon, 1962.
Највише присталица овог покрета било је у Француској (феноменолошка школа, антрополошко учење Едгара Морина), затим се проширило у Пољску, Чехословачку и друге земље  Почетком 1960-их година је формирана семиолошка школа за коју су неки сматрали да је настала од филмологије, међутим то није тачно јер филмологија има негативан став према третирању филма као језичке појаве.